# Doleschallia karabachica
Doleschallia karabachica är en fjärilsart som beskrevs av Robert Christopher Tytler 1940. Doleschallia karabachica ingår i släktet Doleschallia och familjen praktfjärilar. Inga underarter finns listade i Catalogue of Life.